# Sympycnus integer
Sympycnus integer är en tvåvingeart som beskrevs av Becker 1922. Sympycnus integer ingår i släktet Sympycnus och familjen styltflugor.
Artens utbredningsområde är Paraguay. Inga underarter finns listade i Catalogue of Life.